# 鑄牢中華民族共同體意識
鑄牢中華民族共同體意識，是中華人民共和國政治口號，由中國共產黨總書記習近平在2017年的中共十九大上正式提出，將其定義爲中華人民共和國民族政策的「主綫」。2023年，又進一步定義為「民族地區各項工作的主綫」，政治、經濟、文化、社會、生態、黨建的各項建設，都要「緊緊圍繞、毫不偏離」。

## 詞源
「鑄牢」本身係新造詞匯。「鑄」字意爲「將金屬鎔化倒入模型中冷卻凝固，做成器物」。
中國官方將這一術語英譯為「forge strong sense of community for Chinese nation」。

## 歷史沿革
- 2014年5月28日，習近平在「第二次中央新疆工作座談會」的講話[4]中，提及「在各民族中牢固树立国家意识、公民意识、中华民族共同体意识」。[5]
- 2014年9月28日，習近平在「中央民族工作會議」講話時談及，「加强中华民族大团结，长远和根本的是增强文化认同，建设各民族共有精神家园，积极培养中华民族共同体意识」。[5]

- 2017年10月18日，習近平在中共十九大報告中正式提出「鑄牢中華民族共同體意識」的口號。[6][5]

- 2021年8月27日，習近平在「中央民族工作會議」講話中，總結出12條「加强和改进民族工作的重要思想」，其中之三是「以铸牢中华民族共同体意识为新时代党的民族工作的主线」；「鑄牢」是新时代民族工作的「纲」，所有工作要向此聚焦。
  - 會議又提出，要「調整過時的」民族政策，各民族意識都要服從和服務於中華民族共同體意識；所有的經濟發展都要賦予「三個意義」，即彰顯中華共同體意識的意義、反分裂維護統一的意義、改善民生凝聚人心的意義。[7]

- 2023年10月27日，中共中央政治局集體學習「铸牢中华民族共同体意识」。[8]